# شيرين عبد الوهاب
شيرين سيد محمد عبد الوهاب هي مغنية وممثلة مصرية. كانت عضوًا في لجنة تحكيم برنامج ذا فويس: أحلى صوت في موسمه الأول (2012)، والثاني (2013)، والثالث (2015).

## مشوارها الفني
وُلدت في حي القلعة، بمدينة القاهرة، في 8 أكتوبر 1980، لوالدها «سيد محمد عبد الوهاب»، مصمم، ووالدتها، ربة منزل. لديها أخ وأخت. ظهرت موهبتها الغنائية في المدرسة، حيث اكتشفها معلمها وأقنع والدتها بأن تذهب إلى سليم سحاب، قائد أوركسترا في دار الأوبرا المصرية. وقد غنت شيرين أمامه فأُعجب بصوتها، وعملت في الكورال بدار الأوبرا المصرية. بدأت مشوارها الفني أوائل عام 2002 بأغنية «آه يا ليل»، ولكنها لم تكن أول أغانيها، حيث ظهرت مع المطرب محمد محيي في دويتو غنائي بعنوان «بحبك» في عام 2000، وكانت الأغنية ضمن ألبوم صورة ودمعة للفنان محمد محيي. ولكن انطلاقتها الحقيقية كانت مع تامر حسني، والذي كان وجهًا جديدًا أيضًا، في ألبوم غنائي مشترك بعنوان فري ميكس 3 في صيف عام 2002، والذي بيع منه 20,000,000 نسخة في جميع أنحاء الشرق الأوسط وشمال أفريقيا. كما أدت دور تمثيلي للسينما مع أحمد حلمي في فيلم ميدو مشاكل. كانت شركة فري ميوزيك لصاحبها نصر محروس أول من أنتج لها. غير أنه ونتيجة لبعض الخلافات بين الاثنين، تم فسخ العقد بينهما. حققت شيرين أيضًا نجاحًا كبيرًا في الدراما بمسلسل طريقي، واستطاعت أن تسرق الأضواء بمسلسها في رمضان. وأيضا نال المسلسل جائزة أفضل مسلسل درامي في مهرجان الإذاعة والتلفزيون التونسي.

## حياتها الأسرية
كانت متزوجة من الموزع الموسيقي مدحت خميس؛ ثم تزوجت من الملحن والموزع الموسيقي محمد مصطفى في عام 2007، ولها ابنتين منه هما «مريم» و«هناء»، غير أنها انفصلت عنه في عام 2012، بعد زواج استمر لمدة 5 سنوات. تزوجت في 7 أبريل 2018 من المغني حسام حبيب، ولم يحضر حفل الزفاف سوى أفراد العائلة وفي ديسمبر 2021 أعلنت طلاقها من منه قائلة: 
 في 12 نوفمبر 2022 أعلنت عودتها من جديد لحسام حبيب والزواج منه مجدداً من خلال اتصال مع الإعلامي عمرو أديب 
وفي 15 ديسمبر 2023، أكدت شيرين أن طلاقها من حسام حبيب للمرة الثانية تم في هدوء وبشكل حضاري.

## جوائز وتكريمات
حصلت «شيرين» على العديد من الجوائز المهمة خلال مسيرتها الفنية؛ منها 5 تكريمات من الموريكس دور كأفضل مطربة عربية عام 2011 و2012 و2014 و2017 و2018، وحصلت على  3 جوائز من الميما ميوزيك أورد كأفضل فنانه عربية، وأفضل ألبوم (أنا كتير)، وأفضل كليب («كلي ملكك») عام 2015، وأيضا فازت بـ 3 جوائز من دير جيست كأفضل فنانة عربية، وأفضل كليب («كلي ملكك»)، وأفضل ألبوم غنائي (أنا كتير) عام 2014. كما حصلت على جائزة  أفضل مطربة عربية في مهرجان بياف عام 2016. كما حصلت شيرين على لقب  سفيرة للنوايا الحسنة عام 2016. واستطاع ألبومها الأخير بعنوان نساي أن يتصدر المبيعات الإلكترونية ويحتل المركز الأول، متفوقًا على أهم نجوم مصر والوطن العربي، محققًا أرقاما قياسية ومشاهدات بالملايين. وحصل ألبوم نساي على جائزتين من مهرجان دير جيست، فيما احتل الألبوم قائمة الأفضل لعام 2018 في تطبيق أبل ميوزك. كما حققت ألبوماتها مبيعات خيالية في سوق المبيعات، وتصدرت شيرين بألبوماتها، كألبوم جرح تانى، وألبوم لازم أعيش، وألبوم حبيت، و ألبوم أنا كتير، وغيرهم، المراكز الأولى. كما شرفت شيرين مصر في معظم أكبر مهرجانات مصر والوطن العربي؛ موازين، ووافران بالمغرب، وقرطاج وصفاقس بتونس، وفبراير الكويت وأوبرا الكويت، وأوبرا دبي. وحفلات جماهيرية بالقرية العالمية، وحفلات سوريا، والسودان، وفي لبنان في مهرجان بعلبك، حيث كانت شيرين  ثاني مطربة مصرية بعد أم كلثوم تغني على مسرح بعلبك، وبعد قطيعة مصرية أكثر من  47 سنة، ومهرجان ضبية الدولي، ومهرجان القيبات، ومهرجان صيدا الساحي. وتألقت أيضًا في حفل كامل العدد بمهرجانات عم نحلمك لبنان. وأيضا شاركت شيرين بحفلات السعودية بجدة والرياض، وتعتبر شيرين أول فنانة عربية ومصرية تقف على مسرح بالسعودية.

## قضايا جدلية
في 29 فبراير 2016، تناقلت عدد من المواقع الإلكترونية نبأ اعتزالها الفن دون وجود تأكيد أو نفي لهذه الأنباء من قِبل الفنانة. وبعد ذلك بثلاث أيام، 3 مارس 2016، نشرت مجلة الجرس الإلكترونية تسجيلًا صوتيًا بصوتها تعلن الفنانة بواسطته تراجعها عن الاعتزال احترامًا لجمهورها الذين طالبوها بالرجوع للساحة.
تُوصف شيرين بأنها تلقائية وعفوية، إلا أن تعليقاتها قوبلت في أكثر من مناسبة بأحكام من الدولة المصرية خلال السنوات الأخيرة، فصُدر حكم بحبسها 6 أشهر وتغريمها 6 آلاف جنيه بدعوى «إهانة الدولة المصرية وإذاعة أخبار كاذبة»، لما ردت على طلب إحدى المعجبات بأن تغني «مشربتش من نيلها»، لترد شيرين: «هيجيلك بلهارسيا، إشربي مياه إيفيان أحسن».
وفي 22 مارس 2019، قدم المحامي المصري المثير للجدل سمير صبري بلاغًا للنائب العام، متهمًا إياها بـ«التطاول على مصر، ونشر أخبار كاذبة، واستدعاء المنظمات الحقوقية المشبوهة التي تعمل ضد البلاد للتدخل في الشأن المصري»، وذلك لأن شيرين عبّرت في حفل لها ضمن فعاليات ربيع الثقافة بالبحرين بعفوية: «أيوه كده أقدر أتكلم براحتي عشان في مصر اللي يتكلم بيتسجن»، فقررت نقابة المهن الموسيقية في مصر وقفها عن العمل وإحالتها إلى التحقيق، واصفًة تعليقاتها بأنها «تضر بالأمن القومي المصري». وعلق هاني شاكر، نقيب الموسيقيين، أن «هذه المرة الغلطة كبيرة جدا»، بينما اعتبر المحامي الحقوقي نجاد البرعي اتخاذ التدابير العقابية مخالفًا للمواثيق الدولية، و«تأكيد لمقولة المطربة بدلا من نفيها». وفي 9 مارس 2024 قضت محكمة جنح الشيخ زايد، التابعة لمحافظة الجيزة المصرية، بمعاقبة وتغريم شيرين 5 آلاف جنيه وإحالة الدعوى المدنية إلى المحكمة المختصة لتعديها بالسب والقذف والتشهير على المنتج محمد الشاعر.
وفي 10 يوليو 2024 كشفت الناقدة الفنية مها متبولي، أن شيرين عبد الوهاب دخلت إلى المصحة النفسية لتلقي العلاج، بعد طلب والدتها وشقيقها منها، وذلك عقب أزمتها ومشاجرتها العنيفة مع طليقها حسام حبيب.

## أعمالها

### الألبومات
- 2002: فري ميكس 3 (مشترك مع تامر حسني)
- 2003: جرح تاني
- 2005: لازم أعيش
- 2008: بطمنك
- 2009: حبيت
- 2012: إسأل عليا
- 2014: أنا كتير
- 2018: نساي
- 2025: بتمنى أنساك

### مشاركتها كعضو لجنة تحكيم
- 2012: ذا فويس: أحلى صوت - الموسم الأول
- 2014: ذا فويس: أحلى صوت - الموسم الثاني
- 2015: ذا فويس: أحلى صوت - الموسم الثالث، وفازت به نداء شرارة التي كانت ضمن فريقها.

### تقديم البرامج
- 2017: قدمت البرنامج الغنائي المنوع شيري ستديو على قناة دي إم سي المصرية، واستضافت فيه وجوه معروفة في الغناء والتمثيل.[47]

### السينما
- 2003: فيلم ميدو مشاكل مع أحمد حلمي.

### التلفزيون
- 2015: قدمت أول مسلسل تلفزيوني لها في رمضان بعنوان طريقي مع سوسن بدر وباسل خياط.

### أغاني مسلسلات وأفلام
- 2006: «كثير بنعشق» فيلم (عن العشق والهوى)
- 2013: «مشاعر» مسلسل (حكاية حياة)
- 2015: «طريقي» مسلسل (طريقي)
- 2017: ”حلاوة الدنيا" مسلسل (حلاوة الدنيا)
- 2019: «يا بتفكر يا بتحس» مسلسل (خمسة ونص)
- 2021: «وشي الحقيقي» مسلسل (لحم غزال)

## وصلات خارجية
- شيرين عبد الوهاب على موقع IMDb (الإنجليزية)
- شيرين عبد الوهاب على موقع الدهليز
- شيرين عبد الوهاب على موقع قاعدة بيانات الأفلام العربية
- شيرين عبد الوهاب على موقع ميوزك برينز (الإنجليزية)
- شيرين عبد الوهاب على موقع ديسكوغز (الإنجليزية)